# Soplaviento
Soplaviento là một khu tự quản thuộc tỉnh Bolívar, Colombia. Thủ phủ của khu tự quản Soplaviento đóng tại Soplaviento Khu tự quản Soplaviento có diện tích 131 ki lô mét vuông. Đến thời điểm ngày 28 tháng 5 năm 2005, khu tự quản Soplaviento có dân số 12327 người.